# ريك غيلبرت
ريك غيلبرت (بالإنجليزية: Rick Gilbert)‏ هو غطاس أمريكي، ولد في 23 سبتمبر 1943.

## وصلات خارجية
- ريك غيلبرت على موقع الاتحاد الدولي للسباحة (الإنجليزية)
- ريك غيلبرت على موقع أوليمبيديا (الإنجليزية)